# Schooled
Schooled è una sitcom statunitense ideata da Marc Firek e Adam F. Goldberg.
La serie, spin-off di The Goldbergs, è stata ordinata dalla ABC il 16 aprile 2018 e vede nel cast principale AJ Michalka, Tim Meadows e Bryan Callen.
Il backdoor pilot, intitolato "The Goldbergs: 1990-Something" e trasmesso come episodio speciale della quinta stagione di The Goldbergs è andato in onda il 24 gennaio 2018, mentre la prima stagione, composta da 13 episodi, viene trasmessa dal 9 gennaio 2019, seguita poi da una seconda stagione, composta di 21 episodi ed andata in onda dal 25 settembre 2019.
A maggio 2020, la ABC ha cancellato la serie dopo due stagioni.

## Trama
Ambientata negli anni novanta, la serie segue gli insegnanti della William Penn Academy, guidati da Lainey Lewis, Andre Glascott, il Coach Rick Mellor e C.B. (abbreviazione di Charlie Brown).
Nonostante le loro eccentricità e le folli vite personali, questi insegnanti sono eroi per i loro studenti.

## Episodi
| Stagione         | Episodi | Prima TV USA | Prima TV Italia |
| ---------------- | ------- | ------------ | --------------- |
| Prima stagione   | 12      | 2019         | inedita         |
| Seconda stagione | 22      | 2019-2020    | inedita         |

## Personaggi e interpreti
- Lainey Lewis, interpretata da AJ Michalka
- Andre Glascott, interpretato da Tim Meadows
- Rick Mellor, interpretato da Bryan Callen
- Felicia Winston, interpretata da Rachel Crow
- C.B., interpretato da Brett Dier

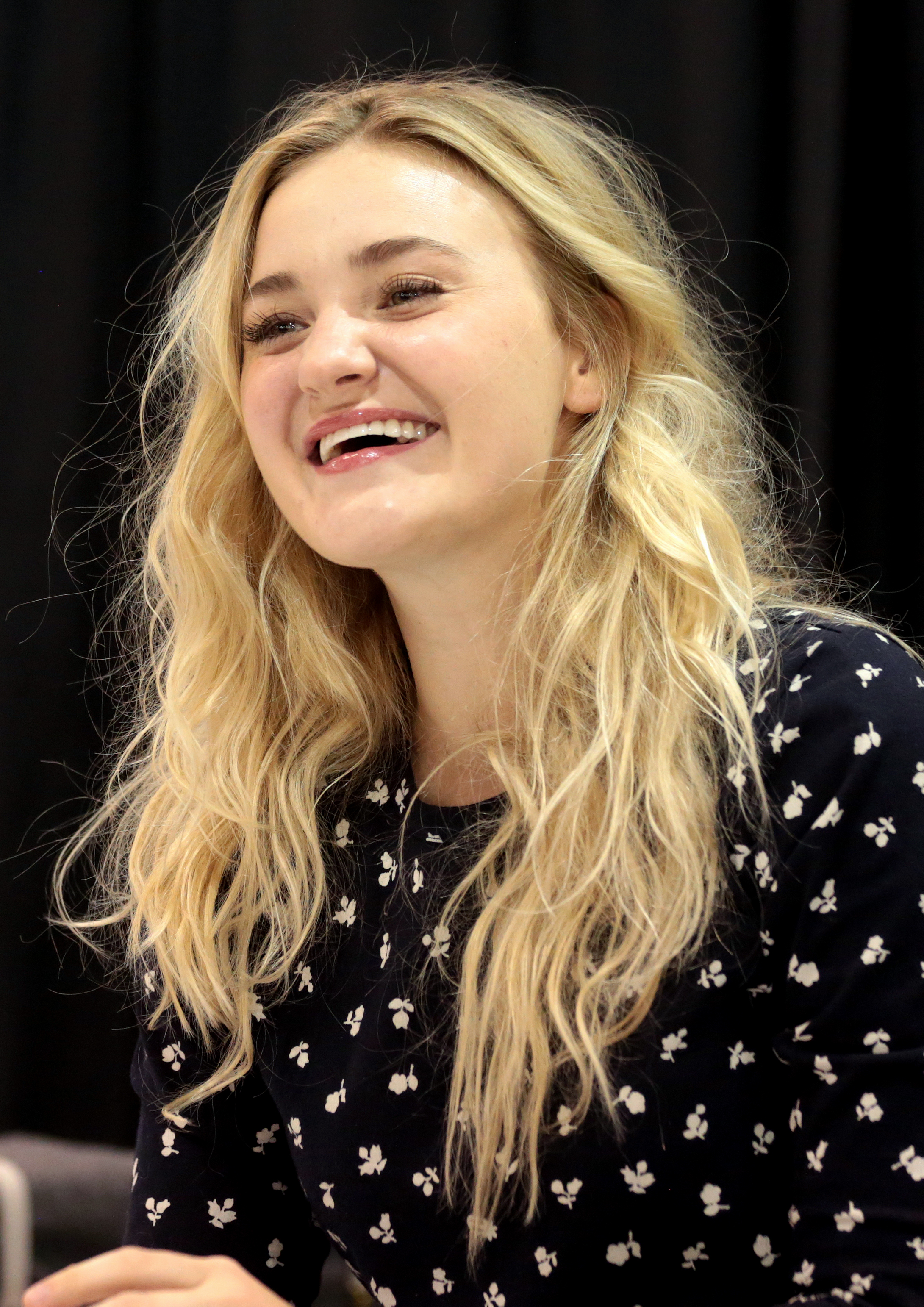
AJ Michalka interpreta Lainey Lewis
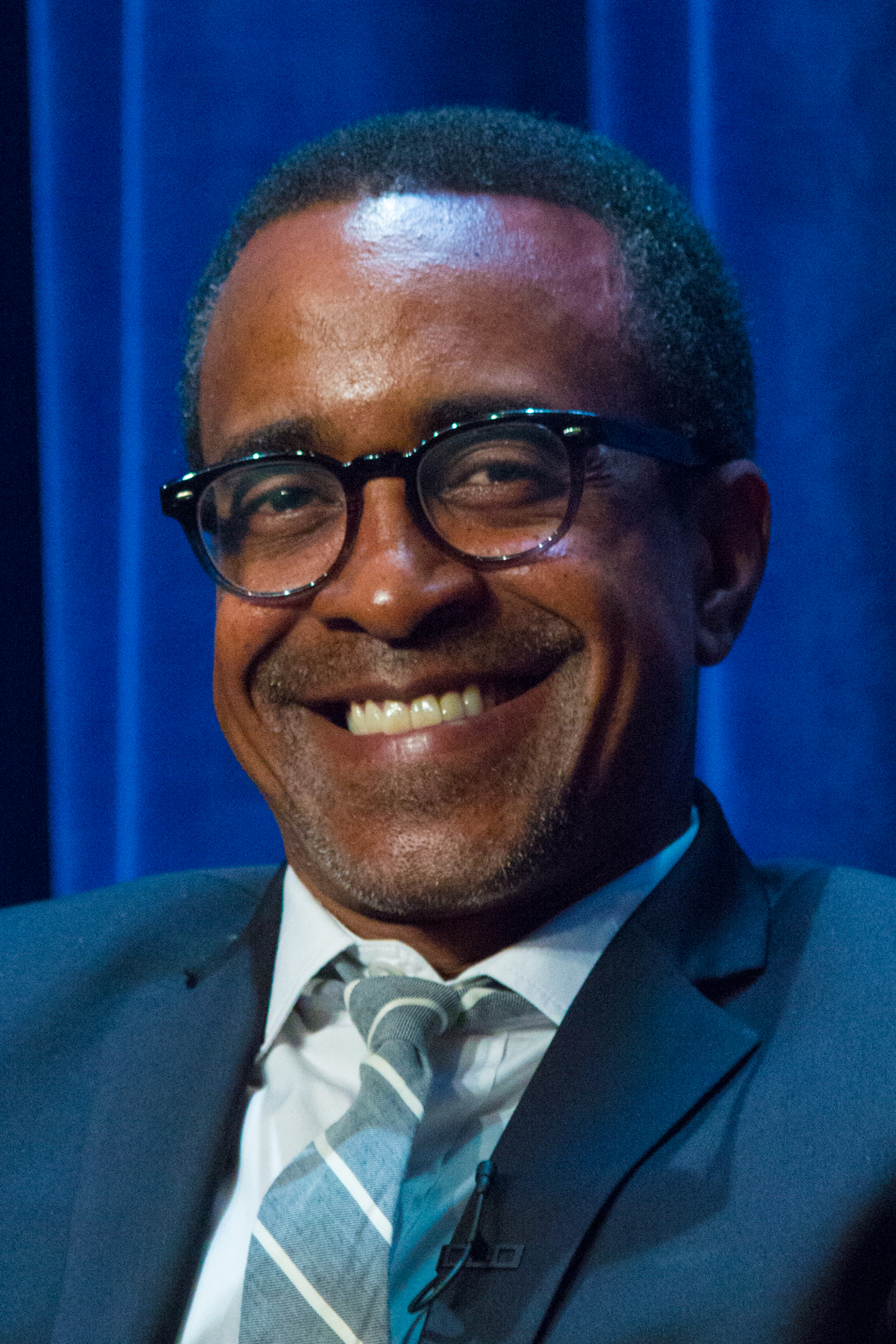
Tim Meadows interpreta Andre Glascott
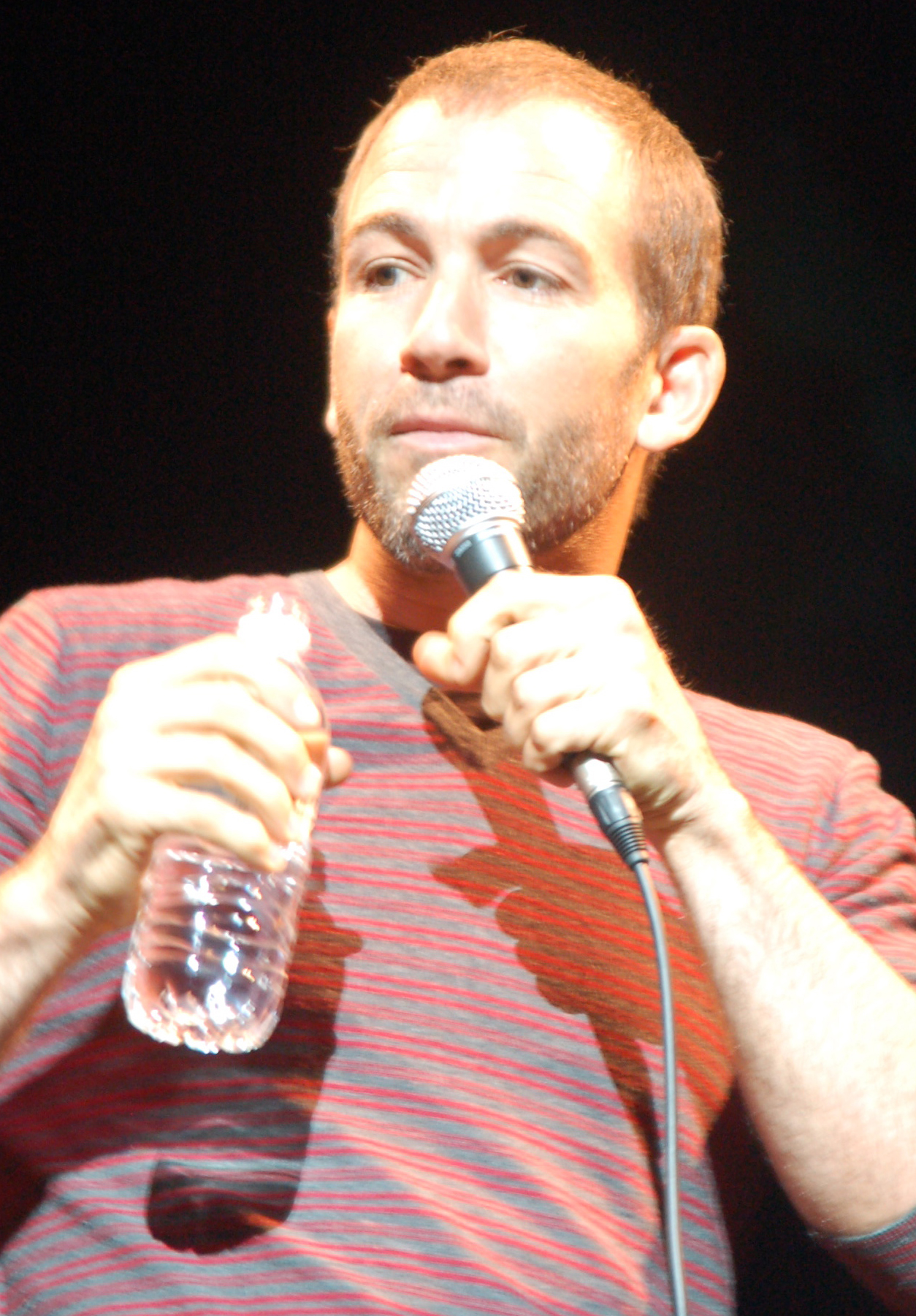
Bryan Callen interpreta Rick Mellor
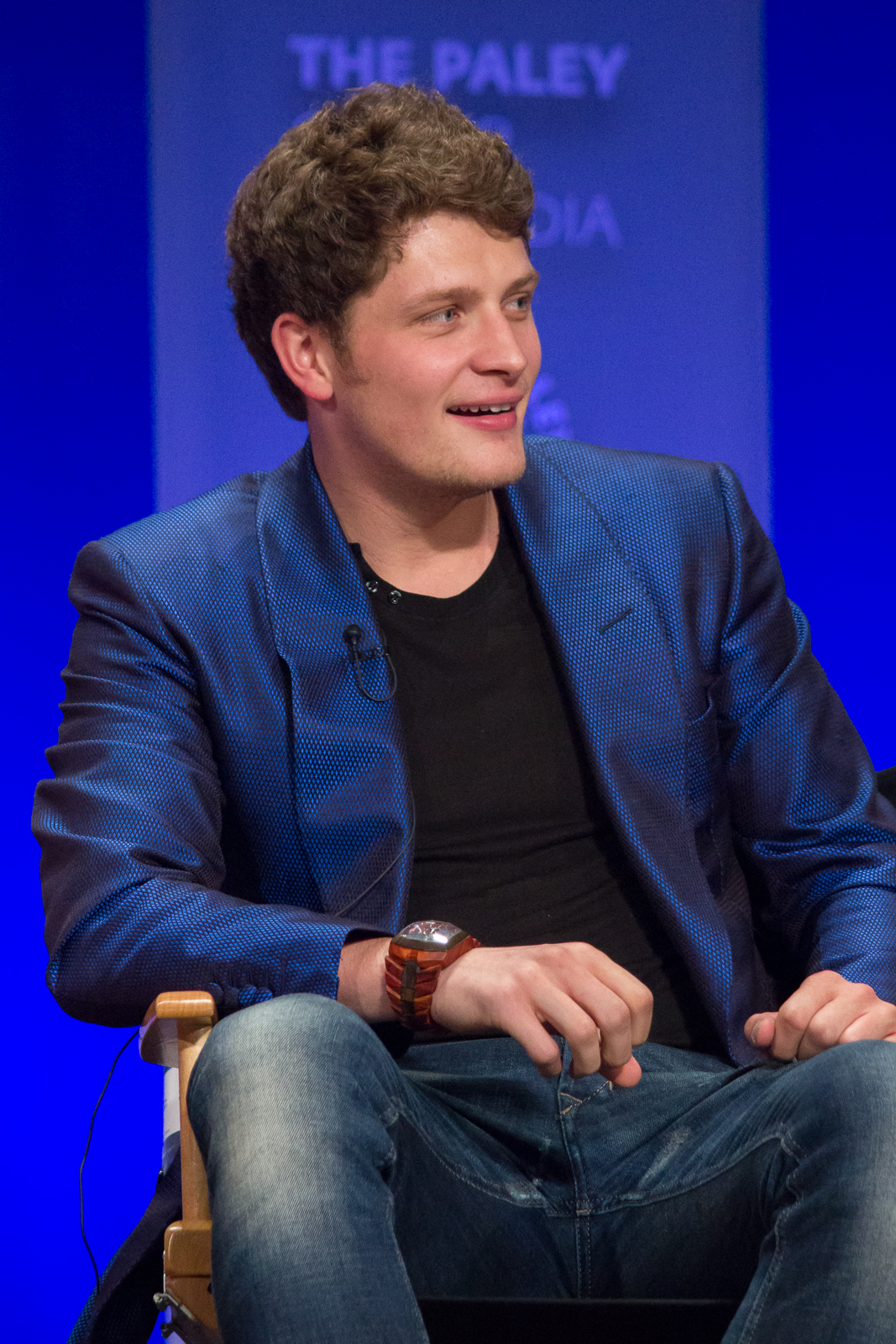
Brett Dier interpreta C.B.

## Produzione

### Sviluppo

#### Concetto originale
Nel novembre del 2016, venne annunciato che la ABC stava sviluppando uno spin-off di The Goldbergs, incentrato sul personaggio di Rick Mellor, interpretato da Bryan Callen. Il 10 gennaio 2017, il personaggio di Wendi McLendon-Covey, doveva apparire nella sceneggiatura dell'episodio pilota, ordinato il 2 febbraio 2017.
Il 16 marzo 2017, venne confermato che Nia Long era stata scelta come protagonista femminile nel ruolo di Lucy Winston. Allo stesso tempo è stato confermato che Tim Meadows avrebbe ripreso il ruolo di Andre Glascott. Inoltre Jay Chandrasekhar, doveva dirigere alcuni episodi.
Il 17 maggio 2017, Adam F. Goldberg, annunciò su Twitter che lo spin-off non sarebbe andato in onda.
L'episodio pilota della serie è stato trasmesso come episodio speciale della quinta stagione di The Goldbergs il 24 gennaio 2018. Il cast dell'episodio presentava Nia Long nel ruolo di Lucy Winston, Tim Meadows nel ruolo di Andre Glascott (che si rivela anche essere il fratello di Lucy), Rachel Crow nel ruolo della figlia adolescente e ribelle di Lucy, Felicia, Summer Parker nel ruolo della sorella più spumeggiante di Felicia, Gigi, mentre Octavia Spencer, narrava la storia nel ruolo di Felicia nei giorni nostri.

#### Nuovo concetto
Dopo che l'episodio andò in onda, Goldberg aveva espresso la speranza che la messa in onda avrebbe suscitato discussioni con la ABC che potevano portare a riprendere la serie per trasmetterla durante la stagione televisiva 2018-19. Tre mesi dopo, il 16 aprile 2018, la rete annunciò di aver ordinato 13 episodi dello spin-off. Fu anche annunciato che AJ Michalka avrebbe ripreso il ruolo di Lainey Lewis, mentre Nia Long non sarebbe tornata a causa degli impegni in NCIS: Los Angeles.
Il 3 ottobre 2018, venne annunciato da Deadline che l'attore di Jane the Virgin, Brett Dier, avrebbe recitato nella serie nel ruolo di C.B., un'insegnante che è al tempo stesso amico e rivale di Lainey. Il personaggio di C.B. si basa su un insegnante a amico di Goldberg.
Il 28 novembre 2018, fu rivelato che la serie sarebbe andata in onda dal 9 gennaio 2019.

## Promozione
Il 28 novembre 2018, è stato pubblicato il primo trailer ufficiale della serie.

## Accoglienza
Sull'aggregatore di recensioni Rotten Tomatoes ha un indice di gradimento dell'80% con un voto medio di 6,5 su 10, basato su 5 recensioni, mentre su Metacritic ha un punteggio di 56 su 100, basato su 7 recensioni.